# Танака Сьодзо

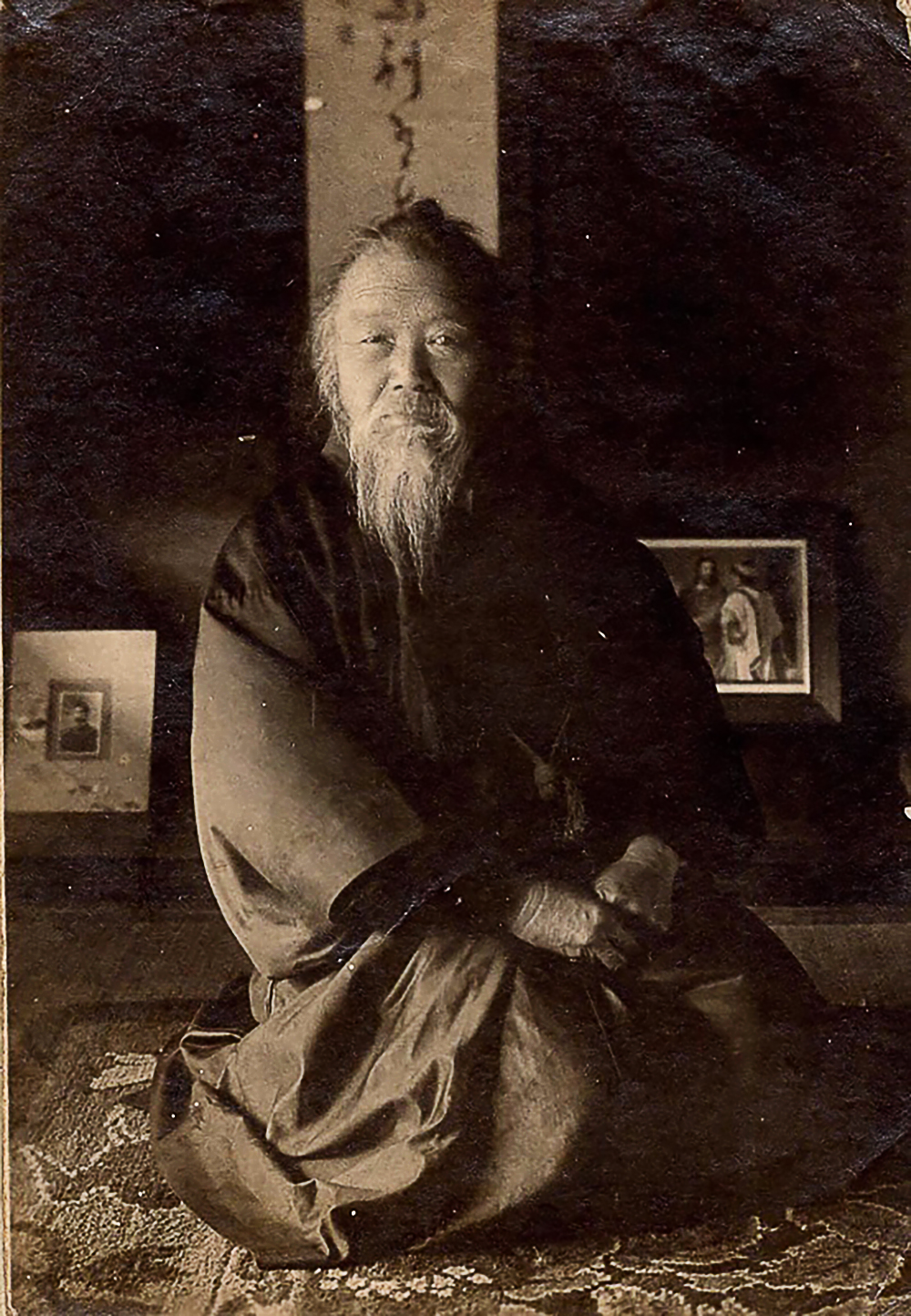
Танака Сьодзо.

Тана́ка Сьодзо́ (яп. 田中正造, たなかしょうぞう;1841 — 1913) — японський політик, еколог.
Народився в префектурі Тотіґі.
1890 року обраний депутатом до Палати представників Парламенту Японії. Брав участь у розслідуванні випадків отруєння вод в околиці копальні Асіо. 1901 року склав депутатські повноваження й безпосередньо подав Імператору скаргу про дії власників копальні Асіо. Згодом виступав з протестами проти промислового затоплення села Янака. Наприкінці життя займався питаннями іригації та водопостачання.